# Wii
Wii este o consolă de jocuri, cea de-a cincea produsă de Nintendo, care a intrat la vânzare pe 19 noiembrie 2006 în SUA. A sosit ulterior  în Japonia pe 2 decembrie, iar în Europa a ajuns șase zile mai târziu. Lansarea consolei Wii s-a dovedit un succes comercial atât în SUA, cât și în Japonia și Europa. Consola nu este la fel de puternică ca Xbox 360 și PlayStation 3, competitorii săi, însă este mai ieftină
și are un sistem de control inovator.
Pe 12 septembrie 2007, Financial Times a anunțat că Wii a devenit cea mai vândută consolă din generația curentă.
Până în vara anului 2010, Nintendo a vândut 70,9 milioane de console Wii în toată lumea.

### Wii Remote

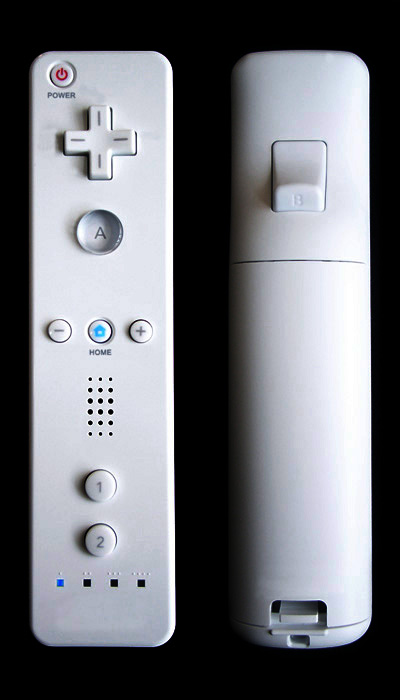
Wii versiune 8-7-l-w-i-i

Wii Remote (poreclit și "Wiimote") este controller-ul consolei Wii. Are formă de telecomandă, și este dotat cu senzori de mișcare. Cu Wii Remote jucătorul poate să controleze personajul unui joc prin miscarea controller-ului.
Mai mulți utilizatori s-au plâns deja de faptul că Wii Remote are o coardă de atașare foarte subțire care se poate rupe în timpul jocului. Drept urmare, controllerul zboară prin încăpere și nu de puține ori se oprește direct în ecranul televizorului. Nintendo consideră că nu există nicio problemă, dar a schimbat coarda de atașare cu diametrul de 0,6 mm cu una mai rezistentă cu diametrul de 1 mm. În același timp, Nintendo trimite gratuit o coardă de atașare nouă oricui dorește să o schimbe pe cea veche.

## Jocuri
Cel mai notabil joc de lansare este probabil The Legend of Zelda: Twilight Princess (fiind de altfel cel mai vândut joc pentru Wii până acum), iar un total de 21 jocuri au fost de găsit în SUA odată cu lansarea consolei. Nintendo au creat o serie nouă de jocuri pentu Wii, din care sunt Wii Sports, Wii Play, și Wii Fit.   Mai târziu, Wii a găzduit jocuri din seriile cunoscute ale firmei Nintendo, precum Mario, Metroid și Pokémon. În plus, acesta este compatibil cu jocurile pentru GameCube.